# Todd Duncan
Robert Todd Duncan, noto semplicemente come Todd Duncan (Danville, 12 febbraio 1913 – Washington, 28 febbraio 1998) è stato un baritono statunitense.

## Biografia
Figlio di John Duncan e Lettie Cooper, ha studiato musica alla Butler University e alla Columbia University Teachers College. Ha fatto il suo esordio nel mondo dell'opera cantando in compagnie esclusivamente afroamericane come l'Aeolian Opera, con cui fece il suo debutto a New York nel 1934 in Cavalleria rusticana. Dopo aver ascoltato un centinaio di baritoni, George Gershwin scelse Duncan per interpretare Porgy nella prima mondiale di Porgy and Bess a Boston e Broadway nel 1937 e nel 1942, per un totale di oltre milleottocento repliche. Nel 1936 fu Porgy nell'allestimento dell'opera al National Theatre di Washington e per la prima volta il direttore del teatro permise a spettatori afroamericani di entrare nel teatro. Ha recitato anche in alcuni musical, tra cui The Sun Never Sets a Londra nel 1938 e Lost in the Stars di Kurt Weill a Broadway nel 1949.
Nel 1945 fece il suo debutto alla New York City Opera nel ruolo di Tonio in Pagliacci, il primo afroamericano a cantare per la compagnia. Cantò nuovamente alla New York City Opera nel ruolo di Escamillo in Carmen e di Rigoletto in Rigoletto. Fu un prolifico cantante di concerti e recitals, cantando nel corso della sua carriera duemila recitals in cinquantasei Paesi. Dopo venticinque anni sulle scene si dedicò all'insegnamento, diventando un insegnante di canto alla Howard University e alla Curtis Institute of Music.
Nel 1954, Duncan fu il primo a registrare Unchained Melody, una canzone con musica di Alex North e testi di Hy Zaret. La registrazione venne eseguita per la colonna sonora del film Senza catene, in cui Duncan interpretò anche un ruolo secondario. Dopo la versione di Duncan, la canzone è diventata uno dei motivi più registrati del XX secolo.

### Vita privata
È stato sposato fino alla morte con Gladys Jackson Duncan, con cui adottò il figlio Charles Duncan.